# カンポスピノーゾ・アルバレード
カンポスピノーゾ・アルバレード（イタリア語: Campospinoso Albaredo）は、イタリア共和国ロンバルディア州パヴィーア県にある、人口約1,100人の基礎自治体（コムーネ）。
2023年11月18日、カンポスピノーゾ（伊: Campospinoso）とアルバレード・アルナボルディが合併して発足した。

## 地理

### 位置・広がり

#### 隣接コムーネ
隣接するコムーネは以下の通り。
- バルビアネッロ
- ベルジョイオーゾ
- ブローニ
- カザノーヴァ・ロナーティ
- リナローロ
- メッツァニーノ
- サン・チプリアーノ・ポー

### 気候分類・地震分類
気候分類では、zona E, 2628 GGに分類される。
また、イタリアの地震リスク階級 (it) では、zona 3 (sismicità bassa) に分類される
。

## 行政

### 分離集落
カンポスピノーゾ・アルバレードには、以下の分離集落（フラツィオーネ）がある。
- Albaredo Arnaboldi, Baselica, Campospinoso, Case Basse, Moranda